# Norbert Gstrein
Norbert Gstrein (Mils bei Imst, 3 giugno 1961) è uno scrittore austriaco, vincitore nel 1989 dell'Ingeborg-Bachmann-Preis, nel 1999 del Premio Alfred Döblin e nel 2001 del Literaturpreis der Konrad-Adenauer-Stiftung. Le sue storie si sviluppano attorno alle questioni esistenzialiste dei suoi personaggi.
Ha studiato Matematica a Innsbruck e Filosofia presso la Stanford University, in California, poi a Erlangen, Media Franconia. Nel 1988 scrive il suo primo romanzo, Einer, cui segue Die englischen Jahre (Gli anni inglesi), con il quale partecipa a Klagenfurt all'edizione del 1989 dell'Ingeborg-Bachmann-Preis